# Mertensiidae
Famille
Les Mertensiidae constituent une famille de cténophores de l'ordre des Cydippida.

## Liste des genres
Selon World Register of Marine Species (24 novembre 2015) :
- genre Callianira Péron & Lesueur, 1808 -- 7 espèces
- genre Charistephane Chun, 1879 -- 1 espèce
- genre Gastrodes  (genre vide)
- genre Mertensia Lesson, 1830 -- 1 espèce